# Choi In-jeong
Pour les articles homonymes, voir Choi.
Dans ce nom coréen, le nom de famille, Choi, précède le nom personnel.
Choi In-jeong, née le 21 mai 1990 à Séoul, est une escrimeuse sud-coréenne spécialiste de l'épée.

## Carrière
Elle est médaillée d'argent en épée par équipes aux Jeux olympiques de Londres en 2012 avec Shin A-lam, Jung Hyo-jung et Choi Eun-sook.

## Classement en fin de saison
| Année | 2011 | 2012 | 2013 | 2014 | 2015 | 2016 | 2017 | 2018 | 2019 | 2020 | 2021 |
| ----- | ---- | ---- | ---- | ---- | ---- | ---- | ---- | ---- | ---- | ---- | ---- |
| Rang  | 19   | 13   | 17   | 6    | 11   | 20   | 14   | 7    | 3    | 4    | 3    |